# 馬氏鈎鯰
馬氏鈎鯰，為輻鰭魚綱鯰形目甲鯰科的其中一種，為熱帶淡水魚，分布於南美洲委內瑞拉馬拉開波湖及Zulia河流域，體長可達8.9公分，棲息在底層水域，生活習性不明。

## 扩展阅读
維基物種上的相關：馬氏鈎鯰